# Escore de Risco Poligênico

## Introdução
Dentro da área da genética, escore de risco poligênico (ERP), do termo em inglês polygenic risk score (PRS), é uma estimativa que se utiliza de dados de diversas variantes genéticas em combinação para a predição de um fenótipo de um indivíduo. Geralmente utilizado quando diversos genes estão associados a um fenótipo ao mesmo tempo, sendo que o número, basicamente, reflete uma soma de milhares a milhões de variantes presentes no indivíduo analisado. Em suma, o escore tem por objetivo predizer o quanto é provável que um determinado indivíduo tem ou pode vir a ter um determinado fenótipo, mas sempre sem levar em consideração fatores ambientais. Pode ser utilizado tanto em humanos quanto em outras espécies,  sendo que as variantes ou polimorfismos de nucleotídeo único (SNV ou SNP, do inglês Single Nucleotide Variants ou  Polymorphisms) são as variantes genéticas mais utilizadas para o cálculo do escore e, especialmente em humanos, interrogadas por microarranjos de DNA e cujos sinais de associação são detectados em estudos de associação de amplitude genômica (GWAS, do inglês genome-wide association study). 
Diferentemente  das doenças genéticas causadas por alterações em um único gene afetando famílias, as doenças genéticas em que os escores são mais comumente aplicados, são as prevalentes, de etiologia multifatorial, cujo componente genético resulta de alterações em diversos genes ao mesmo tempo, ou seja, são doenças complexas poligênicas. É importante ressaltar a distinção entre doenças poligênicas e doença com heterogeneidade de lócus, pois a primeira se refere a doenças causadas por alterações em diversos genes ao mesmo tempo, enquanto a segunda diz sobre uma doença monogênica mas que pode ser causada por alterações de grande penetrância em diversos genes isoladamente.
Sabe-se também que variantes com grande penetrância (termo que pode ser sinônimo de tamanho de efeito) podem sofrer modulação da manifestação tipicamente associada, resultante da combinação com um escore de risco poligênico de efeito oposto. Ou seja, alguns portadores de variantes patogênicas para uma determinada doença, a exemplo de câncer de mama hereditário, não manifestarem pois também são portadores de um risco poligênico baixo. 
Recentes descobertas e novas aplicações de métodos estatísticos e computacionais têm dado suporte para esse tipo de análise, possibilitando cada vez mais que diversas variantes sejam analisadas ao mesmo tempo para a determinação de um fenótipo.

## Calculando o Escore de Risco Poligênico
Existem várias formas de se calcular o escore de risco poligênico, no entanto, para chegar nestes cálculos, GWASs são realizados em um número de amostras da população humana e as estimativas do efeito do SNP é uma combinação do efeito verdadeiro e da variação estocástica.

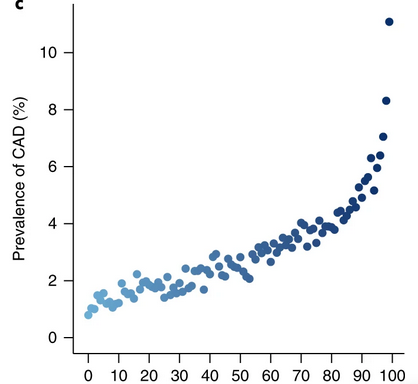
Relação entre a prevalência de doença arterial coronariana e o percentil de escore poligênico.

Nestas estimativas, uma complicação é a correlação entre SNPs e desequilíbrio de ligação (LD) e para o desenvolvimento do cálculo é necessário levar o ajuste potencial de tamanhos de efeito estimados via GWAS, além da adaptação às populações-alvo e também contabilizar o desequilíbrio de ligação.

### As Principais Considerações ao Desenvolver Pontuações Poligênicas
Uma consideração chave no desenvolvimento destes cálculos é quais e quantos SNPs serão incluídos. Para isso, o método mais simples é o de “aglutinação/poda e limiarização”, onde as variantes genéticas são identificadas através da poda no desequilíbrio de ligação e é levada em consideração a evidência de associação com a característica de interesse.
Os SNPs que serão incluídos podem ser selecionados usando um algoritmo que tenta garantir que cada marcador seja independente. Esta independência é importante para a precisão preditiva da pontuação, pois SNPs fisicamente próximos têm maior probabilidade de estarem em desequilíbrio de ligação, devido a isso não fornecem um poder preditivo independente. Isso é conhecido como “poda” e o “limite” é a inclusão de SNPs que atendem a um limite de valor p específico.
Embora a simplicidade da “poda” tenha vantagem computacional, estudos recentes mostraram que este método descarta informações e limita a precisão da predição. Com este desafio, métodos de previsão Bayesianos têm sito usados,  estes dependem de estatísticas resumidas de GWAS, como o LDpred (abreviação para “previsão de desequilíbrio de ligação”) e outros modelos desenvolvidos recentemente. Está metodologia permite incorporar arquiteturas genéticas variadas e ser mais flexível, sendo conhecida como prior de mistura discreta e, embora tenha estas vantagens, impõe grandes desafios computacionais que pode resultar em ajustes imprecisos para padrões de desequilíbrio de ligações locais.
Uma saída para este desafio foi proposta em 2019, onde é utilizada a regressão Bayesiana de retração contínua (CS). Está metodologia permite a retração específica do marcador, sendo assim, permite acomodar diversas arquiteturas genéticas. Além disso, a retração contínua permite a atualização do tamanho do efeito para cada marcador separadamente e sequencialmente e com isso pode modelar com precisão os padrões locais de desequilíbrio e fornecer melhorias computacionais. Está metodologia demonstrou uma melhoria drástica quando comparado com outros métodos existentes em uma ampla gama de arquiteturas genéticas, principalmente quando a amostra de treinamento é grande.
Muitas outras abordagens para calcular os escores de risco poligênico continuam a ser descritas, tais como incorporar efeito de populações ancestrais diferentes e a incorporação do conhecimento das funções de regiões genômicas específicas, podem melhorar a capacidade preditiva do escore de risco poligênico.

## Aplicação do Escore de Risco Poligênico Em Humanos
Na última década, com o avanço dos estudos de associação de amplitude genômica (GWAS), a descoberta de variantes associadas a transtornos complexos comuns tornou-se frequente. Grande parte dessas doenças impacta em larga escala a saúde pública e têm por base genética uma arquitetura poligênica, com muitas variantes genéticas de pequeno efeito atuando no risco da doença. Portanto, estas variantes quando observadas individualmente não determinam por completo o risco de manifestação de uma doença e são ditas como variantes de suscetibilidade ou predisposição. São variantes de baixa penetrância  e quando incluídas em testes genéticos vendidos diretamente aos consumidores  podem promover interpretações equivocadas.
Para a medicina moderna, o cálculo de escore poligênico se propõe apresentar benefícios aos indivíduos que procuram acompanhamento em saúde, já que os dados genéticos obtidos podem prever os riscos do paciente para determinadas doenças, indicando potencial utilidade clínica, onde a detecção, prevenção e intervenção precoce de doenças, são objetivos fundamentais para o avanço da saúde humana.
Embora essas doenças possam apresentar alta contribuição genética, deve-se lembrar que os fatores ambientais também atuam no risco da doença, e, portanto, a previsão de risco poligênico deve levar em conta aspectos como idade, sexo, histórico familiar da doença e hábitos de vida.
A maior parte das doenças complexas comuns se manifesta na vida adulta, com a exposição aos fatores de risco sendo acumulados ao longo do tempo. Por isso, a decisão de se avaliar o escore de risco poligênico pode ser desencadeada pela idade, início dos sintomas, história familiar ou presença de fatores ambientais relevantes apresentados pelo paciente.
As doenças multifatoriais com componentes poligênicos são prevalentes e principais causas hereditárias de morte nos países desenvolvidos a exemplo da doença de Alzheimer, câncer de mama e de próstata, doença arterial coronariana e diabetes mellitus tipo 2.

### Intervenção Terapêutica
Trata-se da parte em que o cálculo de escore de risco poligênico pode desempenhar na seleção de intervenções para tratar ou prevenir doenças.
A genotipagem e cálculo de escore poligênico de indivíduos no início de suas vidas permitem que pessoas com risco genético de doenças elevado possam realizar intervenções de estilo de vida a fim de reduzir fatores de risco adicionais, como acompanhamentos médicos mais frequentes e mudanças de hábitos.
Atualmente, após vários estudos focados no uso profilático de terapias com redução do nível de colesterol para indivíduos com escore de risco poligênico de doença arterial coronariana, a evidência mais forte para um papel do cálculo de escore de risco poligênico como intervenção terapêutica está no uso de estatinas para reduzir o risco do primeiro evento coronariano, onde, segundo estudos, a redução do risco relativo é maior naqueles com alto risco genético de doença cardiovascular. O estudo “MI-GENES” descobriu que quando o escore poligênico era revelado aos pacientes com doença arterial coronariana, a adesão destes ao uso de estatinas como medida terapêutica foi aumentada, resultando em melhor redução do LDL nesses pacientes.
Para o câncer de mama, se hábitos de vida saudáveis fossem empregados prematuramente por mulheres no decil superior de risco genético, aproximadamente 20% dos casos de câncer de mama evitáveis poderiam ser evitados.

### Rastreio de Doenças
Diz respeito ao papel que o cálculo de escore de risco poligênico pode ter na decisão de iniciar e se interpretar os rastreios de doenças. O foco atual é a identificação de indivíduos com alto risco genético de doença para estratificação de risco, produzindo informações úteis nas decisões sobre a participação do paciente em programas de rastreamento, modificações no estilo de vida ou tratamento preventivo, quando disponível e apropriado.
Essa função se mostra importante para pacientes com escore poligênico calculado para câncer de mama, onde a recomendação de se realizar mamografias bienais pode ter seu início em mulheres a partir dos 40 anos, em idade menos avançada que mulheres sem risco de escore poligênico calculado. Assim, o cálculo de escore de risco poligênico pode aprimorar os programas de rastreamento do câncer de mama, diminuindo a idade em que os exames devem se iniciar e alterando seu intervalo, se necessário. Para o câncer de próstata, é interessante o cálculo de risco poligênico porque o risco de se realizar o tratamento para casos benignos ou presença de falsos positivos é maior que os benefícios. Assim, foi demonstrado que o escore de risco poligênico de câncer de próstata ajuda a identificar homens com risco significativamente elevado de doença que atingem uma relação risco-benefício muito maior com o teste, com o sobrediagnóstico por rastreamento diminuindo à medida que se aumenta o risco poligênico de câncer de próstata do indivíduo.

### Planejamento de Vida
A utilidade pessoal que os escores de risco poligênico podem fornecer, quando a doença em questão não apresenta ações preventivas conhecidas.
Para pacientes com Doença de Alzheimer, por exemplo, o cálculo de escore de risco poligênico demonstra ser capaz de estratificar dramaticamente os indivíduos pela idade média de início da doença. Nesse caso, a adoção de estilo de vida saudável pode não influenciar no risco da doença, mas essas informações podem auxiliar no planejamento financeiro, jurídico e de cuidados dos indivíduos.

## Desafios e Riscos em Casos Clínicos
Apesar dos benefícios do PSR ainda há desafios e riscos no seu uso, dentre eles está relacionado as chances de resultados errados quando usado sozinhos que podem levar a dados “falsos negativos”. É bom lembrar que geralmente é estimado o nível de certeza no uso do procedimento que não são específicos para PRS.
Além disso uma das dificuldades é falta de pesquisa populacional em não europeus. A maior fonte dos erros em indivíduos estão relacionadas à falta de representação em estudos genótipos. Um exemplo é predição para doença aterosclerótica cardiovascular e relacionados em pacientes negros.

## Aplicações de Escore Poligênico em Espécies Não Humanas
O PSR pode ser usado tanto em humanos quanto em animais, plantas e semelhantes, com o foco principal em colheitas e reprodução animal, sendo esse último denominado GERV (genomic estimated breeding value – valor genético estimado de reprodução) o que o diferencia é seu uso destinado para prever o fenótipo da próxima geração.
Outras diferenças estão relacionadas principalmente com a quantidade de indivíduos de uma mesma família, que geralmente é maior que uma linhagem humana, e o tamanho do genoma a ser estudado. Para GERV temos também que na criação de gado e semelhantes é que estes são “parentes” um do outro, o que dificulta na diversidade de dados para estudo.